# Johannes Staune-Mittet
Johannes Staune-Mittet (Lillehammer, 18 januari 2002) is een Noors wielrenner en voormalig langlaufer bij de jeugd. Sinds 2025 rijdt hij bij Decathlon AG2R La Mondiale Team.

## Carrière

### Langlaufen
Staune-Mittet begon zijn sportcarrière als langlaufer. Zijn grootste prestaties haalde hij op het Noors kampioenschap, bij de junioren onder-17. Hier won hij goud bij de 10 kilometer klassiek en haalde een zilveren medaille een dag later bij de 10 kilometer vrij. Medio februari 2020 maakte hij de volledige overstap naar het wielrennen.

### Wegwielrennen
Na in 2019 Noors kampioen tijdrijden bij de junioren te zijn geworden ging Staune-Mittet zich vanaf 2021 volledig focussen op het wielrennen. Zijn eerste etappe-overwinning haalde hij in de Ronde van de Elzas, waar hij de proloog won. Verder in het seizoen zegevierde hij in de Ronde de l'Isard, hier won hij de derde etappe door solo over de finish te komen. In 2022 behaalde hij wederom etappezeges in de Ronde de l'Isard, maar ook een tweede plaats in de Ronde van de Toekomst, achter Cian Uijtdebroeks. In het seizoen van 2023 liet hij zich wederom veelvuldig zien in een vooraanstaande rittenkoers bij de beloften, ditmaal de Girobio. Hier won hij de vierde etappe maar ook het eind- en bergklassement. Zijn eerste etappezege bij de profs haalde hij ook in 2023, dit was in de derde etappe van de Ronde van Tsjechië.

## Overwinningen

### Langlaufen
2019
 Noors kampioenschap 10 km klassiek, onder-17
 Noors kampioenschap 10 km vrij, onder-17

### Wegwielrennen

#### Jeugd
2019
 Noors kampioen tijdrijden, junioren
2021
Jongerenklassement Ronde van Malopolska
Proloog Ronde van de Elzas
3e etappe Ronde de l'Isard
2022
1e en 2e (TTT) etappe Ronde de l'Isard
Eind- en jongerenklassement Ronde de l'Isard
2023
Ronde van Belvedere
4e etappe Girobio
Eind- en jongerenklassement Girobio

#### Profs
2022
Jongerenklassement Ronde van Opper-Oostenrijk
Jongerenklassement Ronde van Tsjechië
2023
3e etappe Ronde van Tsjechië

## Resultaten in voornaamste wedstrijden
|      | \| Jaar \| Milaan-San Remo \| Amstel Gold Race \| Waalse Pijl \| \| WK op de weg \| \| ---- \| --------------- \| ---------------- \| ----------- \| \| ------------ \| \| 2024 \| 60e \| 77e \| 27e \| \| 56e \| |                  |             |  |              |
| Jaar | Milaan-San Remo | Amstel Gold Race | Waalse Pijl |  | WK op de weg |
| 2024 | 60e | 77e              | 27e         |  | 56e          |

## Ploegen
- 2021 –  Jumbo-Visma Development Team
- 2022 –  Jumbo-Visma Development Team
- 2023 –  Jumbo-Visma Development Team
- 2024 –  Visma-Lease a Bike
- 2025 –  Decathlon AG2R La Mondiale Team

Affini · Benoot · Bouwman · Gesink · Gloag · Hagenes · Heßmann · Jorgenson · Kelderman · Kooij · Kruijswijk · Kuss · Laporte  · Lemmen · Staune-Mittet · Tratnik · Tulett · Uijtdebroeks · Vader · Valter · Van Aert · van Baarle · van Belle · Van der Sande · M. van Dijke · T. van Dijke · Vermote · Vingegaard